# 摩根 (Fate)
摩根，本名「薇薇安」(FGO版本)，著名的名字有「女王摩根」和「不列颠魔女」。角色设计由武内崇担任，《Fate/Apocrypha》版由远藤绫配音，而《Fate/Grand Order》版则由石川由依负责配音该角色。该角色与历史上的摩根并非同一人，是支配妖精国不列颠异闻带的女王。

## 概念与设计
奈须蘑菇表示摩根的角色设计在很早的时候就已经设想好，只是剧情的编写方面在纠结中。奈须蘑菇还表示石川由依的声音很适合摩根，因为摩根是个高冷的角色，同时也有女孩子可爱和柔软的一面，因此石川由依担任该角色配音。

## 登场

### Fate/Apocrypha
在《Fate/Apocrypha》中是阿尔托莉雅的姐姐，同时也是莫德雷德的母亲。剧情中诱导莫德雷德去刺杀阿尔托莉雅。
在《Fate/Apocrypha》中被莫德雷德评价为奸人，是个深不可测的阴谋家。

### Fate/Grand Order
石川由依担任《Fate/Grand Order》的摩根配音。
在Lostbelt 5中是发射伦戈米尼亚德袭击奥林波斯的袭击者，但攻击被基尔什塔利亚抵挡。
起初是来自星之内海——阿瓦隆的妖精，本名为“薇薇安”。她被送至不列颠去拯救带有原罪的妖精，促使妖精赎罪。然而，不列颠异闻带的妖精普遍憎恶“乐园的妖精”，并攻击了雨之氏族，导致薇薇安死去。后来，贝里尔·伽特与从者摩根来到不列颠，摩根将情报托付给过去的薇薇安，导致“妖精历第二轮”的出现。在这一轮中，薇薇安选择放弃乐园使命，拯救不列颠，并化名为摩根，最终被妖精们认作救世主，并改名为梣。妖精历史中，梣召唤贤人格里姆并学会了魔术，特特洛特和埃克托加入梣的队伍祓除灾厄。随着时间的推移，摩根后来建立了妖精国，成为该国的王。
而后迦勒底的到来加上“预言之子”阿尔托莉雅的出现，摩根就此被击败。在迦勒底一方击败摩根后，发现街上的摩根都是分身，而真正的摩根还坐在王座上被伍德沃斯质问，但伍德沃斯误解并攻击了摩根。摩根受到了致命伤，但也用魔术短剑杀死了伍德沃斯。愤怒的妖精们认为摩根背叛了不列颠，攻击并杀死了她。
《Fate/Grand Order》8周年以救世主托内莉可的身份实装。

### 其他
2022年12月1日于街机版《Fate/Grand Order Arcade》中实装。2022年的幕张展览馆被“黒宮くろは”Cosplay。2023年7月30日，与阿尔托莉雅·卡斯特一同出现在《FGO》8週年紀念特刊的封面上。

## 评价
巴哈发放一个《FGO》的玩家调查卷，当中摩根在Berserker职介中获得榜首。突破等级调查卷中，摩根是大多数玩家选择突破的角色。Siliconera网站总结一张约5万人的非官方调查卷，其中摩根排名前十。

## 外部連結
- 摩根 （页面存档备份，存于） - Mooncell
- 街机官方网站 （页面存档备份，存于）